# Brachystegia bequaertii
Brachystegia bequaertii är en ärtväxtart som beskrevs av De Wild. Brachystegia bequaertii ingår i släktet Brachystegia och familjen ärtväxter. Inga underarter finns listade i Catalogue of Life.